# Гордон, Марина
Марина (Маша) Гордон (11 декабря 1917, Минск — 13 декабря 2013, Нью-Йорк) — советско-американская эстрадная певица (колоратурное сопрано), известная исполнением песен современных композиторов и поэтов на идише.

## Биография
С 1933 года училась в оперной студии Минского оперного театра, затем на вокальном отделении Минской консерватории (класс О. Н. Нестеренко), а с 1940 года — в Театрально-музыкальном училище им. А. Глазунова в Москве (окончила в 1946 году).
С 1940 года была солисткой Государственного джазового оркестра СССР под управлением Виктора Кнушевицкого, а с 1943 года — эстрадного оркестра братьев Покрасс. В составе агитбригады Сибирского военного округа под управлением Н. К. Черкасова выступала в госпиталях и на фронтах Великой Отечественной войны.
После войны вновь работала в Москве, в начале 50-х годов сотрудничала с композиторами Исааком Дунаевским, братьями Покрасс, Самуилом Сендереем, Семёном Полонским, Львом Пульвером, Львом Ямпольским, Львом Коганом и другими. По заказу Государственного комитета по радиовещанию записала цикл белорусских песен композитора Льва Ямпольского на слова Янки Купалы.
С середины 1950-х годов — артистка Мосгосэстрады. Впервые с репертуаром еврейской песни, вновь разрешённой в стране после длительного перерыва, выступила в 1956 году на сценах филиала Театра им. Моссовета и Московского драмтеатра им. А. Пушкина.
В 1960-х годах записывалась на граммофонных пластинках на 78 оборотов, в 1970-х годах выпустила две долгоиграющие пластинки песен советских композиторов на идише (Я. Френкеля, Д. Ашкенази, В. Шаинского и других) в сопровождении аккомпаниаторов Давида Ашкенази и Раисы Брановской, а также государственного симфонического оркестра кинематографии под управлением Владимира Терлецкого.
С 1978 года жила в Нью-Йорке. Компакт-диски с песнями в исполнении Марины Гордон были выпущены в США (лейбл Musique Internationale, Чикаго, 1993), Германии (лейбл Schott Wergo, Майнц, 2005) и на Украине (лейбл RecEd Record, Львов, 2005). Похоронена на кладбище Грин-Вуд, Бруклин.

## Грамзаписи
- Песни Л. Пульвера на слова Шолом-Алейхема в исполнении Марины Гордон. Сопровождение — Р. Е. Брановская (фортепиано). Апрелевский завод грампластинок.[3]
- Поёт Марина Гордон. В сопровождении симфонического оркестра кинематографии СССР под управлением Владимира Терлецкого и Давида Ашкенази (фортепиано). Москва: Мелодия, 1976.[4][5]
- Marina Gordon, Soprano. Yiddish Songs From Russia (компактдиск). Чикаго: Musique Internationale, 1993.[6][7]
- Shalom Comrade! Yiddish Music in the Soviet Union 1928—1961 (компактдиск). Майнц: Schott Wergo, 2005.[8]
- Реставрация: песни Зиновия Шульмана и Марины Гордон. Львов: RecEd Record, 2005.[9]